# Chen Shou
En aquest nom xinès, el cognom és Chen.
Chen Shou (233–297) va ser un historiador durant el període de la Dinastia Jin de la història xinesa. És més conegut per ser l'autor del Registres dels Tres Regnes, un relat històric de la tardana Dinastia Han Oriental i el període dels Tres Regnes.

## Biografia
Chen va nàixer a Nanchong, Sichuan. Va servir con un oficial administratiu del regne de Shu Han durant el període dels Tres Regnes. El seu pare es deia que era Chen Shi, un general militar de Shu Han, que una vegada s'havia afaitat la barba com a sanció per ordre del canceller Zhuge Liang, després que a una campanya va fracassar-hi a causa d'una estratègia miop del seu comandant, Ma Su. Després de la caiguda de Shu Han en el 263 EC, ell va servir com a historiador en la Dinastia Jin. En el 274, va recollir i compilar els escrits de Zhuge Liang.

## Nomenaments i títols en possessió
- Filial i Incorrupte (孝廉) - candidat proposat per ser un Cavaller Cadet (郎)
- Cavaller Cadet de les Obres Literàries (著作郎)
- Prefecte de Yangping (陽平令)

## Anotacions
1. ↑  Roberts 1991, pg. 946